# L'avvocato della mala
L'avvocato della mala è un film poliziottesco del 1977 e diretto da Alberto Marras.

## Trama
Mario Gastali, un giovane avvocato in difficoltà economiche, viene ingaggiato da un potente uomo d'affari affinché faccia da intermediario in una vendita di quadri trafugati.

## Distribuzione
Il film uscì il 22 settembre 1977.